# Aplocera interrupta
Aplocera interrupta är en fjärilsart som beskrevs av Oscar Klement 1913. Aplocera interrupta ingår i släktet Aplocera och familjen mätare. Inga underarter finns listade i Catalogue of Life.